# Aer Arann
Aer Arann (mã IATA = RE, mã ICAO = REA) là hãng hàng không của Ireland, trụ sở ở Dublin. Hãng có các tuyến đường thường xuyên chở khách cũng như các chuyến bay thuê bao trong nước và quốc tế. Căn cứ chính của hãng ở Sân bay Dublin và các căn cứ khác ở Sân bay Cork, Sân bay Galway và Sân bay Waterford.

## Lịch sử
Aer Arann được thành lập năm 1970 để chở khách giữa Galway và Quần đảo Arann ngoài bờ biển phía tây của Ireland. Hãng bắt đầu hoạt động từ tháng 8/1970 bằng 1 máy bay Britten-Norman Islander. Năm 1994, Pádraig Ó Céidigh mua hãng và bắt đầu mở rộng đội máy bay. Năm 1998, hãng bắt đầu mở các tuyến đường thường xuyên. Năm 2002 hãng mở các tuyến đường tới Vương quốc Anh và năm 2004 tới Nantes (Pháp).
Ngày nay Aer Arann là một trong các hãng hàng không phát triển nhanh nhất châu Âu với khoản thu nhập 94 triệu euro và số hành khách trên 1 triệu mỗi năm. Hãng có 600 chuyến bay mỗi tuần với đội máy bay 18 chiếc gồm các loại ATR tua-bin cánh quạt và máy bay phản lực BAe-146. Hãng hiện có trên 400 nhân viên. 

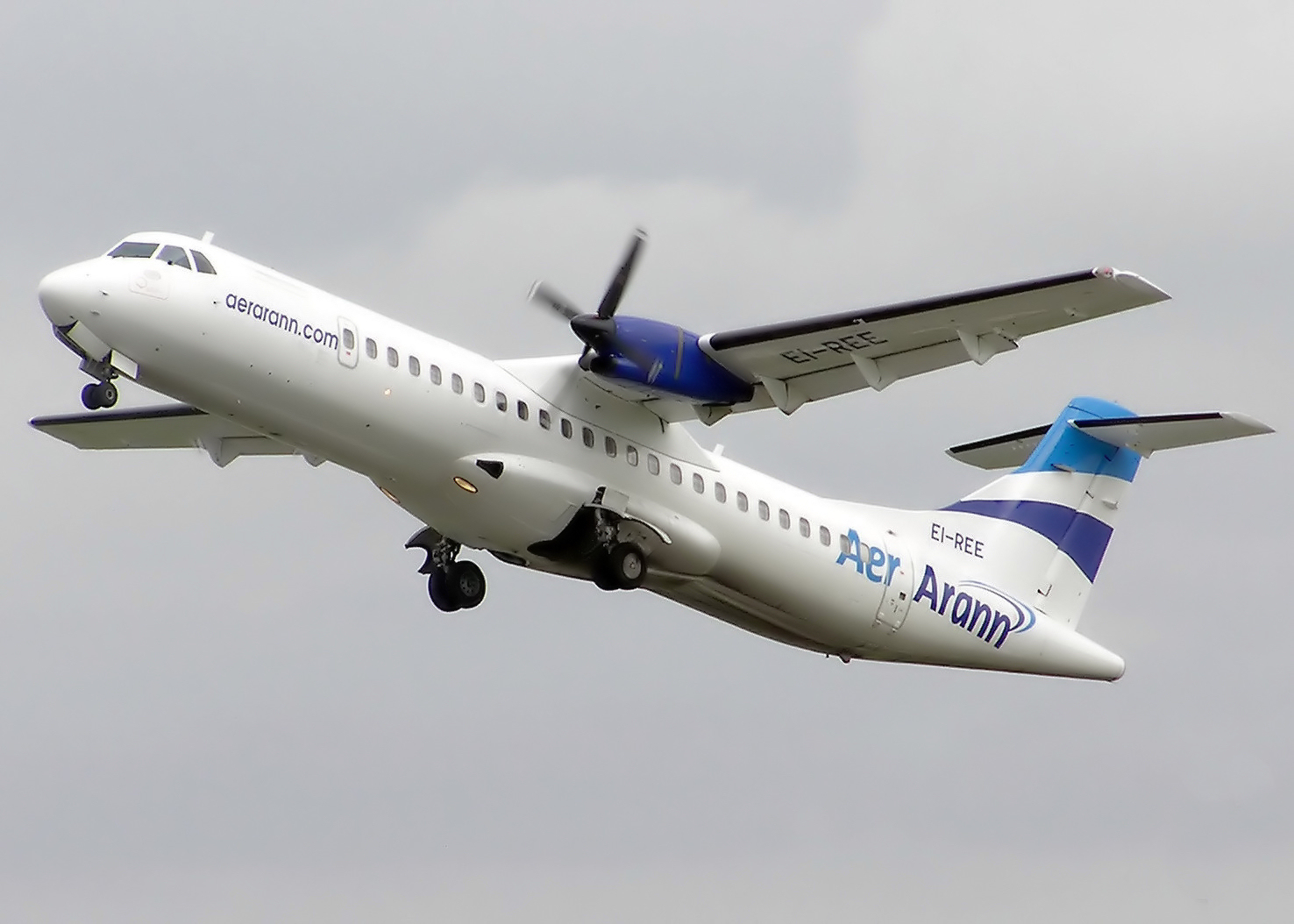
Máy bay ATR 72 của Aer Arann

## Các nơi đến
- Ireland
  - Cork
  - Derry
  - Donegal
  - Dublin
  - Galway
  - Kerry
  - Knock
  - Sligo
  - Waterford
- Pháp
  - Brest
  - La Rochelle
  - Lorient
  - Nantes
  - Bordeaux
- Hà Lan
  - Amsterdam
- Bồ Đào Nha
  - Faro
- Tây Ban Nha
  - Málaga
- Vương quốc Anh
  - Birmingham
  - Bristol
  - Leeds
  - London
  - Manchester
  - Newcastle
  - Southampton
  - Edinburgh
  - Glasgow
  - Inverness
  - Cardiff
  - Đảo Man
  - Jersey
  - Bắc Ireland
    - Belfast
    - Derry

## Đội máy bay
(Ngày 10.7.2008) :
| Loại        | Số                  | Chỗ ngồi | Ghi chú                                                                       |
| ----------- | ------------------- | -------- | ----------------------------------------------------------------------------- |
| ATR 42-300  | 4                   | 48       | Photograph of EI-BYO , 1 do Aurigny Air Services điều hành                    |
| ATR 72-200  | 6                   | 66-72    | Photograph of EI-REF , 2 bay cho Flybe, căn cứ ở thành phố Belfast và Glasgow |
| ATR 72-500  | 3 (6 more on order) | 72       | Photograph of the first new ATR. .                                            |
| BAe 146-200 | 2                   | 95       | do Flightline điều hành nhân danh Nex Aviation cho Aer Arann.                 |

Tháng 5/2006, Aer Arann đã đặt mua thêm 10 máy bay ATR 72-500 mới, trong đó 2 máy bay được giao trong năm 2007, 5 trong năm 2008 và 3 trong năm 2009.
| Britten-Norman BN2A Islander    | 2 |  | Photograph of EI-AYN |
| Britten-Norman BN2B-26 Islander | 1 |  | Photograph of EI-CUW |

## Máy bay ngưng hoạt động
- Shorts 360 1998-2001